# Копальня Балпантау/Тамдибулак
Копальня Балпантау/Тамдибулак — гірничодобувний майданчик в центральній частині Узбекистану.
Копальня, що здійснює розробку золоторудних родовищ Балпантау і Тамдибулак, почала роботу в 2022 році. Вона належить до Навоїйського гірничо-металургійного комбінату (НГМК) та організаційно є підрозділом рудника Мурунтау, що передусім опікується гігантським кар'єром Мурунтау.
Розробка ведеться відкритим способом. У 2022-му вилучили 4 млн м3 гірничої маси та отримали 1 млн тонн руди. За проєктом при розробці Балпантау і Тамдибулак мають отримувати до 3 млн тонн руди на рік, при цьому загальні запаси руди родовищ оцінюються у 40 млн тонн, а загальний строк розробки визначено в 15 років.
Руда надходить для переробки на Гідрометалургійний завод № 2 (ГМЗ-2) та Гідрометалургійний завод № 5 (ГМЗ-5), що обслуговують Центральне рудоуправління НГМК.